# Клермонтський кодекс

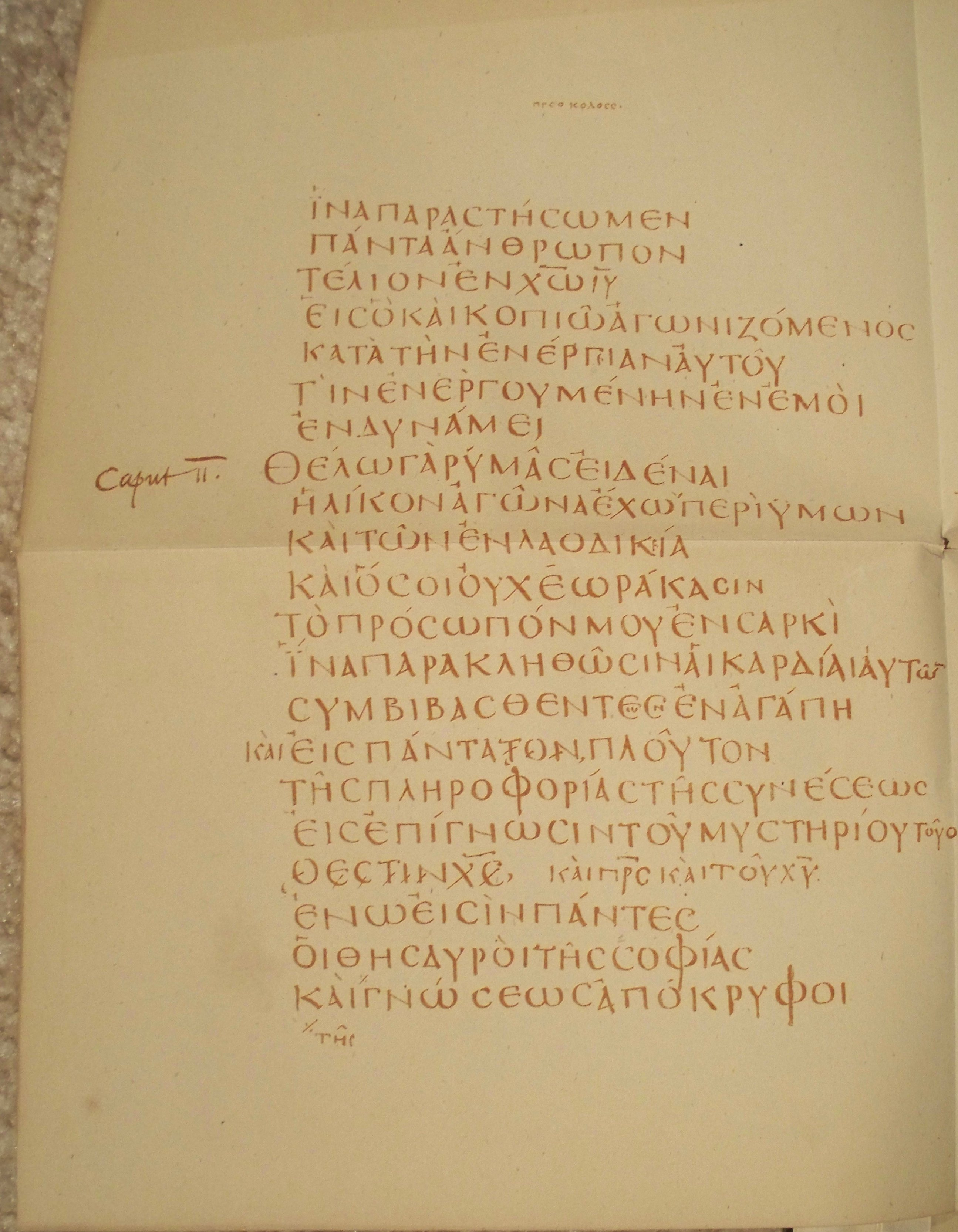
Клермонтский кодекс

Клермонтський кодекс (лат. Codex Claromontanus, умовне позначення Dp або 06) — один з рукописів Нового Заповіту грецькою та латинською мовами, що датується VI століттям.
Клермонтський кодекс написаний на пергаменті. Кодекс містить Послання апостола Павла. Збереглося 533 аркушів кодексу, розмір аркуша — 24,5 на 19,5 см. Текст на аркуші розташований в одну колонку. Ліву сторінку кожного розвороту займає грецький текст; праву — латинський переклад.